# Тейс Лібрегтс
Тейс Лібрегтс (нід. Thijs Libregts, нар. 4 січня 1941, Роттердам) — нідерландський футболіст, що грав на позиції півзахисника. По завершенні ігрової кар'єри — тренер.
Виступав, зокрема, за клуб «Феєнорд», з яким став чемпіоном Нідерландів та володарем національного кубка. Згодом з командою вигравав ці ж трофеї й у статусі тренера. Крім цього тренував ГАК (Грац), з яким став володарем Кубка Австрії, збірні Нідерландів та Нігерії, а також низку грецьких клубів.

## Ігрова кар'єра
Народився 4 січня 1941 року в місті Роттердам. Вихованець футбольної школи клубу «Ексельсіор» (Роттердам). Дорослу футбольну кар'єру розпочав 1958 року в основній команді того ж клубу, в якій провів чотири сезони.

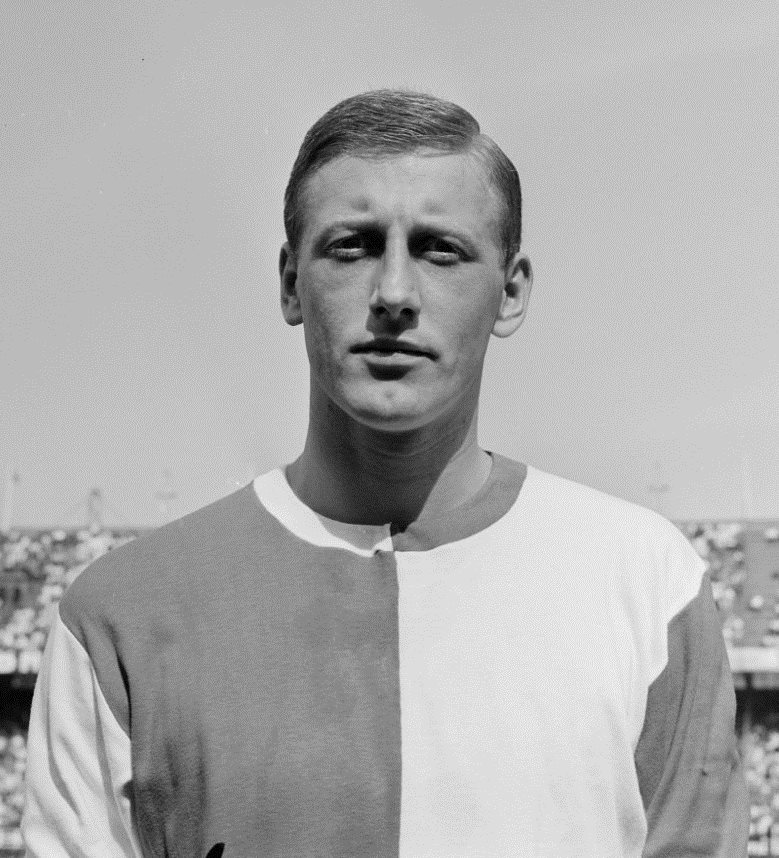
Тейс Лібрегтс під час виступів за «Феєнорд». 1964 рік.

Своєю грою за цю команду привернув увагу представників тренерського штабу клубу «Феєнорд», до складу якого приєднався 1962 року. Відіграв за цю команду з Роттердама наступні шість сезонів своєї ігрової кар'єри. За цей час виборов титул чемпіона Нідерландів та володарем національного кубка у 1965 році. Загалом за «Феєнорд» він забив 9 голів у 76 іграх.
1968 року Лібрегтс повернувся у «Ексельсіор» (Роттердам) і захищав його кольори до припинення виступів на професійному рівні у 1972 році.

## Кар'єра тренера
Розпочав тренерську кар'єру невдовзі по завершенні кар'єри гравця, 1975 року, очоливши тренерський штаб рідного клубу «Ексельсіор» (Роттердам), з яким він піднявся до Ередивізі в сезоні 1978/79 і посів дев'яте місце в наступному сезоні 1979/80.
1980 року став головним тренером команди ПСВ, тренував команду з Ейндговена три роки, у яких вони досягли п'ятого, другого та третього місць у чемпіонаті відповідно, а також двох півфіналів Кубка у сезонах 1980/81 та 1982/83.
1983 року очолив тренерський штаб клубу «Феєнорд». З цією командою Лібрегтсу вдалося виграти свої перші трофеї як тренеру — чемпіонат та Кубок Нідерландів. Обидва турніри були виграні у сезоні 1983/84.
У листопаді 1984 року він переїхав до Греції, прийнявши пропозицію попрацювати у клубі «Аріс» (Салоніки). Влітку 1986 року Лібрегтс залишив клуб із Салонік, щоб стати головним тренером іншої місцевої команди ПАОК, де пропрацював до грудня 1987 року. Після цього був запрошений керівництвом клубу «Олімпіакос» очолити його команду, з якою пропрацював до 1988 року.
14 вересня 1988 року очолив тренерський штаб збірної Нідерландів, замінивши Рінуса Міхельса. Нідерланди під керівництвом Лібрегтса легко пройшли кваліфікацію на чемпіонат світу 1990 року, не зазнавши жодної поразки у групі, але 20 грудня 1989 року Лібрегтс був звільнений через конфлікт з зірковим тріо з «Мілану» Рудом Гуллітом, Марко ван Бастеном та Франком Райкардом. Всього під його керівництвом «помаранчеві» провели 11 ігор, здобувши 6 перемог, 3 нічиї та 2 поразки, різниця голів 13:6.
Надалі нідерландець повернувся до Греції, де 1991 року став головним тренером команди «Іракліс» і тренував грецький клуб три роки, після чого протягом 1994—1995 років вдруге у кар'єрі очолював тренерський штаб клубу «Олімпіакос», а у 1997–1998 роках очолював команду «Аполлон Смірніс».
У серпні 1998 року прийняв пропозицію очолити збірну Нігерії, де працював до жовтня 1999 року. Паралельно тренував і молодіжну збірну, з якою 1999 року став фіналістом молодіжного Кубка Африки та чвертьфіналістом молодіжного чемпіонату світу.
Останнім місцем тренерської роботи став австрійський клуб ГАК (Грац), який Лібрегтс очолив жовтні 2001 рок та привів до перемоги в кубку та Суперкубку Австрії. У серпні його змінив Вальтер Шахнер, а Лібрегтс завершив тренерську кар'єру.

## Статистика

### Статистика матчів на чолі збірної Нідерландів
| Дата       | Місто     | Господарі  | Результат | Гості      | Турнір            | Голи | Примітки |
| ---------- | --------- | ---------- | --------- | ---------- | ----------------- | ---- | -------- |
| 14-9-1988  | Амстердам | Нідерланди | 1 – 0     | Уельс      | Відбір до ЧС 1990 | -    |          |
| 19-10-1988 | Мюнхен    | ФРН        | 0 – 0     | Нідерланди | Відбір до ЧС 1990 | -    |          |
| 16-11-1988 | Рим       | Італія     | 1 – 0     | Нідерланди | товариський матч  | -    |          |
| 4-1-1989   | Рамат-Ган | Ізраїль    | 0 – 2     | Нідерланди | товариський матч  | -    |          |
| 22-3-1989  | Ейндговен | Нідерланди | 2 – 0     | СРСР       | товариський матч  | -    |          |
| 26-4-1989  | Роттердам | Нідерланди | 1 – 1     | ФРН        | Відбір до ЧС 1990 | -    |          |
| 31-5-1989  | Гельсінкі | Фінляндія  | 0 – 1     | Нідерланди | Відбір до ЧС 1990 | -    |          |
| 6-9-1989   | Амстердам | Нідерланди | 2 – 2     | Данія      | товариський матч  | -    |          |
| 11-10-1989 | Рексем    | Уельс      | 1 – 2     | Нідерланди | Відбір до ЧС 1990 | -    |          |
| 15-11-1989 | Роттердам | Нідерланди | 3 – 0     | Фінляндія  | Відбір до ЧС 1990 | -    |          |
| 20-12-1989 | Роттердам | Нідерланди | 0 – 1     | Бразилія   | товариський матч  | -    |          |
| Усього     |           | Матчів     | 11        |            | Голів             | '    |          |

## Титули і досягнення

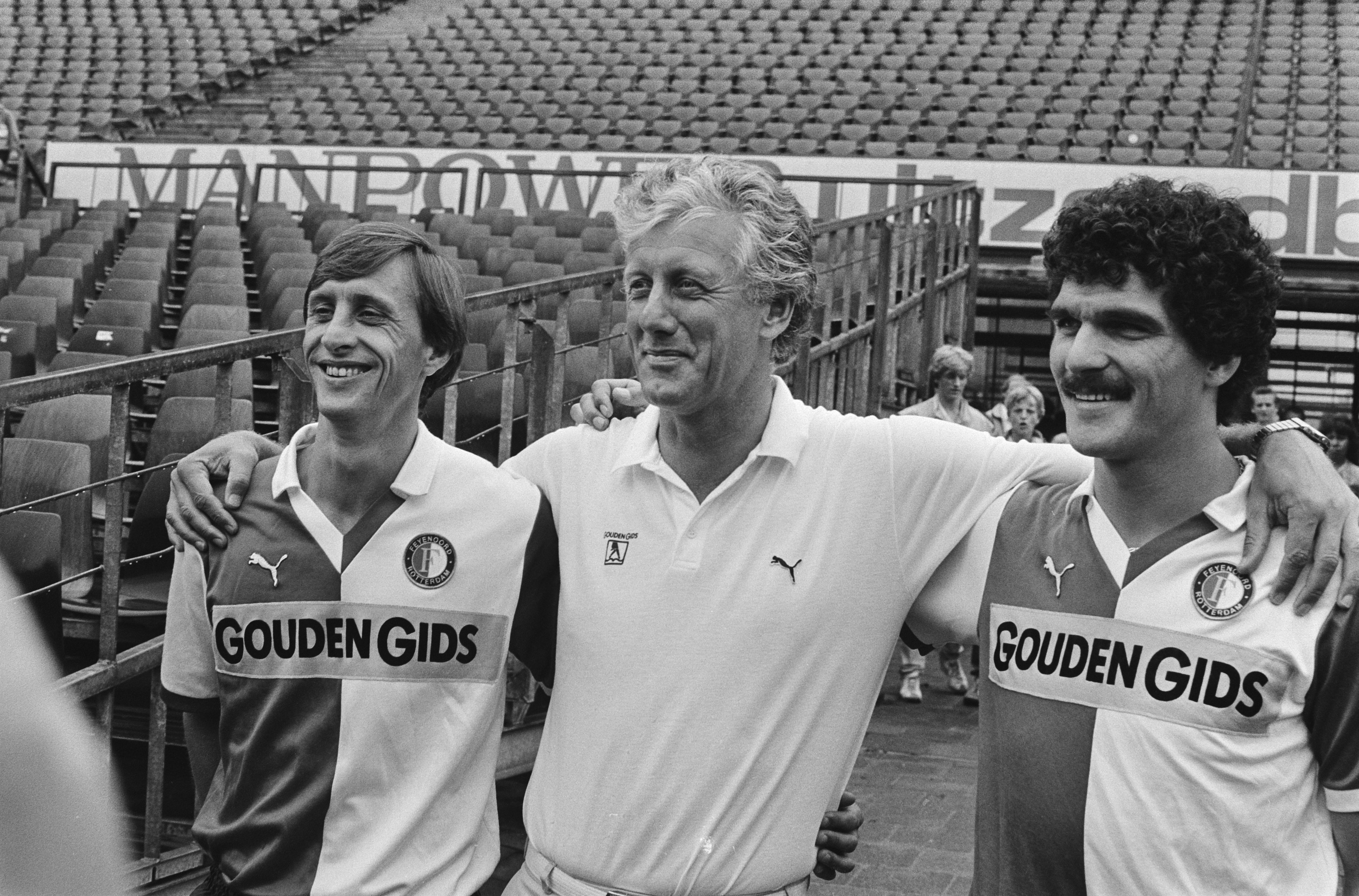
Тейс Лібрегтс як тренер «Феєнорда» з зірками команди Йоганом Кройфом та Мішелем ван де Корпутом. 1983 рік.

### Як гравця
- Чемпіон Нідерландів (1):

«Феєнорд»: 1964/65
- Володар Кубка Нідерландів (1):

«Феєнорд»: 1964/65

### Як тренера
- Чемпіон Нідерландів (1):

«Феєнорд»: 1983/84
- Володар Кубка Нідерландів (1):

«Феєнорд»: 1983/84
- Володар Кубка Австрії (1):

ГАК (Грац): 2001/02
- Володар Суперкубка Австрії (1):

ГАК (Грац): 2002

## Особисте життя
Син Тейса, Раймонд Лібрегтс, також був футболістом а потім став тренером, а донька Патрісія стала ватерполісткою, у склоаді збірної Нідерландів стала триразовою чемпіонокою Європи.